# Sargento José Félix López
Sargento José Félix López é um distrito do Paraguai, localizado no departamento de Concepción. Possui área de 1950 km² e 7003 habitantes. Emancipado do município de Concepción. 

## Transporte
O município de Sargento José Félix López é servido pela seguinte rodovia:
- Caminho em terra ligando o município de San Lázaro a cidade de Paso Barreto. [3][4][5]